# Ісламський університет Медіни
Мединський ісламський університет (Ісламський університет Медіни; араб. الجامعة الإسلامية بالمدينة المنورة) — університет Саудівської Аравії, що був заснований урядом Саудівської Аравії за королівським указом у 1961 році (1381 Х) в святому мусульманському місті Медина. Мета закладу, розповсюдження ісламу у світі. 

## Факультети
Університет має п’ять факультетів:
- Факультет шаріату
- Факультет ісламського заклику та основ релігії
- Факультет священного Корану
- Факультет хадісу
- Факультет арабської мови